# WWE Championship
Ne pas confondre avec le World Heavyweight Championship (2023), WWE World Heavyweight Championship (2002-2013) ou le WWE Universal Championship.
Le WWE Championship (que l'on peut traduire par championnat de la WWE) est un championnat de catch utilisé par la World Wrestling Entertainment.
Il est créé le 11 avril 1963 par la World Wide Wrestling Federation (aujourd'hui WWE) quand la WWWF quitte la National Wrestling Alliance. Avant la fin de la séparation du personnel de la fédération en deux effectifs distincts en 2011, le championnat a été déplacé à plusieurs reprises entre les deux branches distinctes de la WWE (Raw et SmackDown), principalement dû aux résultats du WWE Draft. Il est actuellement le titre le plus ancien de la fédération.
Le champion actuel est Cody Rhodes, qui en est à son deuxième règne. Il a remporté le titre en battant John Cena, le 3 août 2025 à SummerSlam.

## Historique du titre

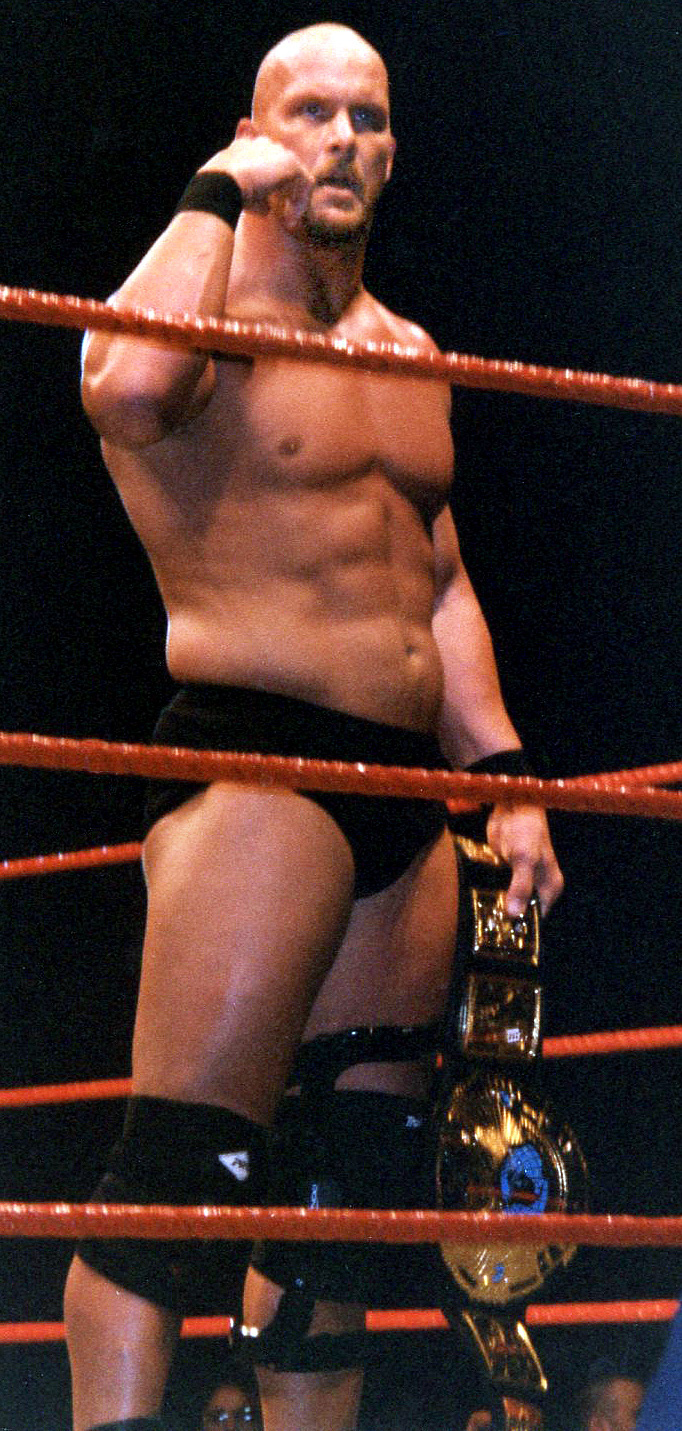
Austin avec son titre de la WWF.

Le titre est né en 1963 lorsque Buddy Rogers n'était plus reconnu officiellement comme le champion du monde poids-lourds de la National Wrestling Alliance. La World Wide Wrestling Federation se séparait alors de la National Wrestling Alliance et attribuait sa nouvelle ceinture au « Nature Boy ». De 1963 à 1971, le championnat s'appelait donc WWWF World Heavyweight Championship. Il a ensuite pris le nom de WWWF Heavyweight Championship entre 1971 et 1979 puis de WWF Heavyweight Championship entre 1979 et 1983, et de WWF World Heavyweight Championship/WWF Championship de 1983 jusqu'en décembre 2001. Un nouveau nom lui est attribué de décembre 2001 à septembre 2002, le WWF/WWE Undisputed Championship, à la suite de son unification avec le championnat du monde poids-lourds de la World Championship Wrestling à Vengeance en 2001. Le championnat retrouve ensuite le nom classique de WWE Championship, avant d'être à nouveau appelé WWE Undisputed Championship en 2011 et une fois encore WWE Championship. À partir de décembre 2013, l'association de ce championnat avec l'autre titre majeur de la WWE, le World Heavyweight Championship, est appelée WWE World Heavyweight Championship. Le lendemain de SummerSlam, le WWE World Heavyweight Championship apparait sous la forme d'un seul titre et le logo central change pour y mettre le nouveau logo de la WWE sauf que le mot "Champion" n'apparait plus sur le titre malgré la disparition du World Heavyweight Championship; le titre garde toujours le même nom de WWE World Heavyweight Championship. Le 27 juin 2016, la WWE modifie le nom du WWE World Heavyweight Championship en WWE Championship (ancien nom utilisé avant l'unification des deux titres mondiaux). Le 26 juillet 2016, la WWE change le nom du championnat en WWE World Championship sur son site internet. Le 10 décembre 2016, la WWE modifie de nouveau le nom du titre qui reprendra pour la deuxième fois dans la même année le nom de WWE Championship. Lors de WrestleMania 38, le titre change de nom et devient Undisputed WWE Universal Championship. Après la défaite de Roman Reigns face à Cody Rhodes à WrestleMania XL en 2024, la mention "Universel" n'est plus utilisé et le titre universel est supprimé. Le nom de la ceinture est désormais Undisputed WWE Championship.

## Personnalisation de la ceinture

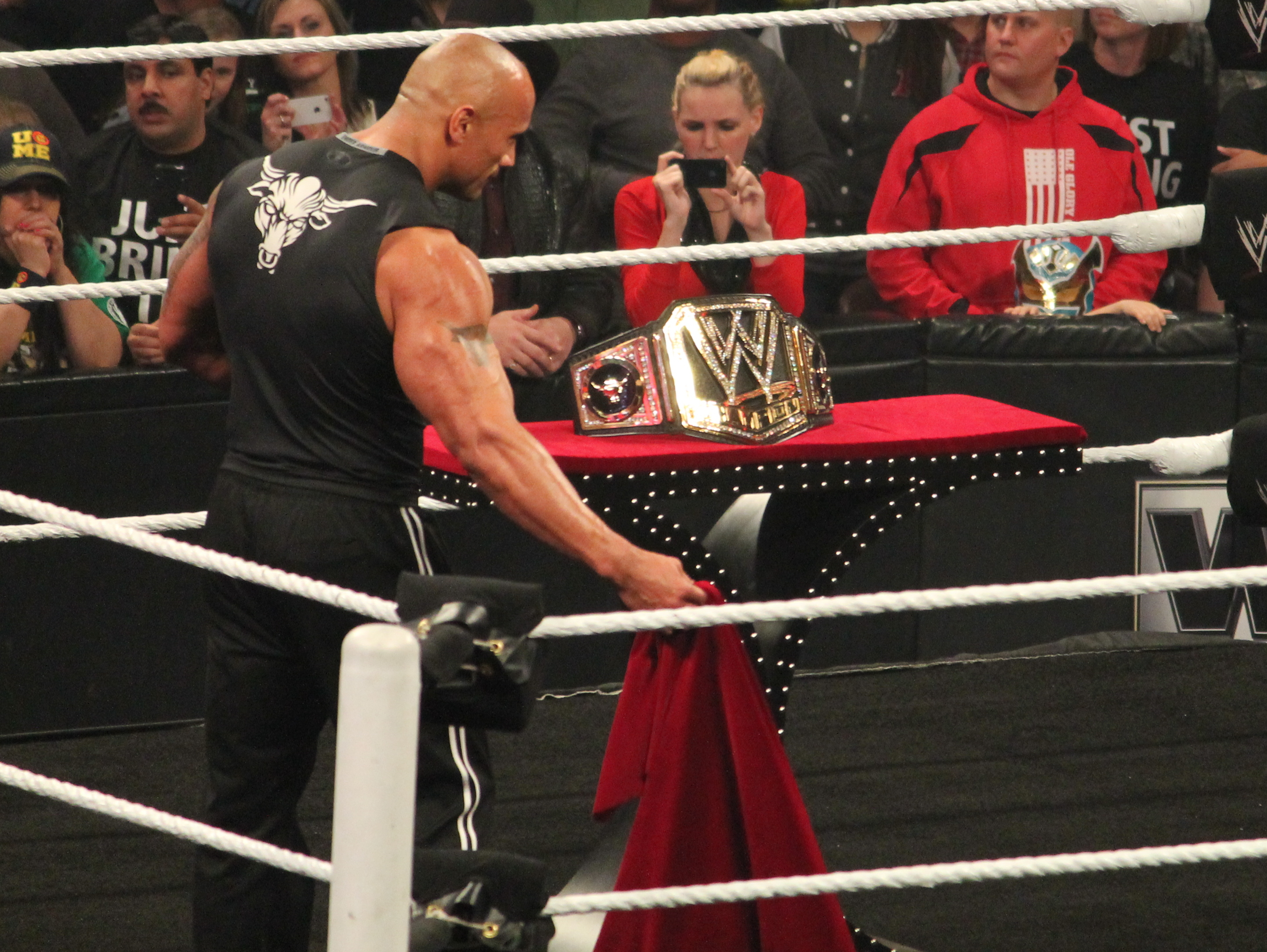
The Rock introduisant la nouvelle version de la ceinture en février 2013 à Raw.

Le design du WWE Championship a été modifié à plusieurs reprises pour répondre aux gimmicks de certains lutteurs :
- The Ultimate Warrior (ceinture en cuir blanc avec sangles en cuir violet et jaune) ;
- Stone Cold Steve Austin (ceinture Smoking Skull) ;
- The Rock (Brahma Bull WWF/E Championship, jamais utilisé à la télévision) ;
- John Cena (plaque rotative en mouvement libre avec le logo de la WWE au centre) ;
- Edge (ceinture avec le logo Rated-R Superstar) ;
- The Miz (ceinture avec le logo de la WWE renversé pour former un « M ») ;
- Daniel Bryan (ceinture 100% éco-responsable).

## Règnes
Le champion actuel est Cody Rhodes qui en est à son 2e titre.
- Le championnat de la WWE est le premier titre mondial créé et introduit par la WWE en 1963 :
  - Le premier champion était Buddy Rogers. Le championnat a été détenu par 55 champions différents ;
  - Le règne plus long de l'histoire du titre était Bruno Sammartino qui a détenu le titre entre le 17 mai 1963 jusqu'au 18 janvier 1971, soit 2 803 jours (7 ans, 8 mois et 4 jours) ;
  - Le règne le plus court est celui d'André The Giant qui a officiellement détenu le titre pendant moins de 5 minutes (1988) ;
  - Le champion le plus lourd de l'histoire était Yokozuna, 290 kg (1993) ;
  - Le champion le plus âgé était Vince McMahon qui l'a remporté à l'âge de 54 ans (1999) ;
  - Le champion le plus grand était André The Giant 2,24 m (1988) ;
  - Le champion le plus jeune de la WWE était Brock Lesnar qui a remporté le titre à l'âge de 25 ans (2002) ;
  - Le plus grand nombre de règne de l'histoire est John Cena qui a remporté 14 fois le titre ;